# The Fury of Our Maker’s Hand
 «The Fury of Our Maker’s Hand»  (рус. Ярость руки нашего создателя) — второй студийный альбом американской грув-метал группы DevilDriver, выпущенный 28 июня 2005 года. Альбом вошёл в чарт Billboard под номером 117, с продажами в 10 402 диска. Специальное издание альбома было выпущено 31 октября, 2006 года. Оно содержало шесть бонус треков и дополнительный DVD с четырьмя видеоклипами группы.
Был выпущен видеоклип для песни «Hold Back The Day», который транслировался по MTV2 на Headbangers Ball.
Песня «Driving Down the Darkness» была показана в десятом эпизоде шестого сезона сериала «Клиника».

## Список композиций
1. «End of the Line» — 5:03
2. «Driving Down the Darkness» — 3:53
3. «Grinfucked» — 3:32
4. «Hold Back the Day» — 4:14
5. «Sin & Sacrifice» — 5:04
6. «Ripped Apart» — 4:11
7. «Pale Horse Apocalypse» — 4:13
8. «Just Run» — 4:15
9. «Impending Disaster» — 4:09
10. «Bear Witness Unto» — 4:05
11. «Before the Hangman’s Noose» — 3:52
12. «The Fury of Our Maker’s Hand» — 4:51

## Специальное издание

### Бонус треки
1. «Unlucky 13» — 4:06
2. «Guilty as Sin» — 3:06
3. «Digging Up the Corpses» — 3:53
4. «I Could Care Less» (Live) — 3:43
5. «Hold Back the Day» (Live) — 4:25
6. «Ripped Apart» (Live) — 4:29

### DVD контент
1. «End of the Line» (клип)
2. «Hold Back the Day» (клип)
3. «I Could Care Less» (клип)
4. «Nothing’s Wrong» (клип)

### Заметки
- Три концертных трека были записаны в туре в поддержку альбома.

## Участники записи
- Дэз Фафара — вокал
- Майк Шпрейтцер — гитара
- Джеф Кендрик — гитара
- Джон Миллер — бас
- Джон Боклин — ударные